# Claudius Lacroix
Claudius Lacroix oder Claude Lacroix (auch La Croix; * 7. April 1652 in Dalheim; † 1. oder 2. Juni 1714 in Köln) war ein deutscher Jesuit.

## Leben
Lacroix absolvierte das Kölner Gymnasium und trat 1673 in Trier in das Noviziat der Jesuiten ein. Er absolvierte das Studium der Theologie und Philosophie und erhielt 1684 die Priesterweihe. Anschließend wurde er Lehrer der Humaniora an den Ordensgymnasien in Jülich und Münster. Ab 1687 wirkte er als Dozent der aristotelischen Philosophie in Köln, bevor er als Professor für Moraltheologie an die Jesuitenakademie Münster kam. Zuletzt unterrichtete er als solcher an der Universität Köln.
Lacroixs achtbändiges Hauptwerk Theologia moralis, welches Hermann Busenbaums Werk Medulla theologiae moralis kommentiert und erweitert, erschien innerhalb eines halben Jahrhunderts in 25 Auflagen. Er gilt daher als wirkmächtiger Moraltheologe seiner Zeit, der durch seine Scharfsinnigkeit und persönliche Integrität, jedoch auch als guter Lehrer auffiel.

## Werke (Auswahl)
- Commentarii in Aristotelem, um 1687.
- Theologia moralis, 8 Bände, Noethen, Köln 1707–1714.
- Tractatus de beatitudine et actibus humanis, 1709.